# Tafnes
Tafnes foi uma cidade do Antigo Egito várias vezes mencionada junto com outras cidades do norte (Baixo) Egito, tais como Nofe (Mênfis), Om (Heliópolis), e Pi-Besete (Bubástis).
Nos últimos anos do Reino de Judá, o profeta Jeremias alertou seu povo a não fazer alianças políticas com o Egito nem confiar no Egito como ajuda contra o poder ascendente de Babilônia. Nofe (Mênfis), a capital egípcia, e Tafnes são mencionadas como ‘se alimentando de (Judá e de Jerusalém), no alto da cabeça’, em resultado da apostasia dos judeus. Qualquer apoio obtido do Egito era, sem dúvida, a um elevado custo para os líderes reais de Judá; mas, eles ficariam envergonhados do Egito, assim como se tinham envergonhado da Assíria.

## Fuga dos judeus
Depois de Babilônia ter conquistado Judá, em 607 a.C., e o subseqüente assassinato de Gedalias, o restante dos judeus desceu ao Egito, levando junto o profeta Jeremias. O primeiro local mencionado em que eles chegaram (ou se fixaram) no Egito é Tafnes. Isto evidentemente situaria Tafnes na região oriental do Delta, isto é, no canto nordeste do Baixo Egito. Alguns dos refugiados se fixaram em Tafnes. Ao chegar a Tafnes, Jeremias encenou um quadro profético sob a direção de Deus, colocando pedras na argamassa do “terraço de tijolos à entrada da casa de Faraó, em Tafnes”, na presença de outros judeus. Daí, proclamou que Nabucodonosor II viria e poria seu trono e estenderia sua tenda estatal diretamente por cima dessas pedras.
Na distante Babilônia (no 27.° ano do primeiro exílio, 591 a.C.), o profeta Ezequiel também predisse que Nabucodonosor conquistaria o Egito e que, ‘em Tafnes o dia realmente ficaria escuro’, pois Jeová, Deus quebraria ali as cangas e o orgulho da força do Egito. Esta declaração e a referência de Ezequiel às “aldeias dependentes” de Tafnes, indicam que a cidade era importante e um tanto grande.

## Origem do nome
Alguns tradutores acreditam que o nome Tafnes significa (em egípcio) “a Fortaleza de Penhase”, sendo Penhase um general da cidade sulina de Tebas, que derrotou elementos rebeldes na região do Delta no Egito, aparentemente na última parte do segundo milênio a.C.[carece de fontes?]
A Septuaginta grega traduz Tafnes por Táf·nas, e crê-se em geral que esse nome seja o mesmo que o de uma importante cidade fortificada na fronteira oriental do Egito, chamada Dafnae pelos escritores gregos do período clássico. Por isso alguns geógrafos identificam Tafnes com Tell Defneh, a cerca de 50 km a SSO de Port Said e uns 45 km a OSO de Pelúsio, a suposta localização de Sim.[carece de fontes?]